# Hycleus fraudulentus
Hycleus fraudulentus es una especie de coleóptero de la familia Meloidae.

## Distribución geográfica
Habita en Arabia Saudita.